# 화 (신발)
화는 한국의 전통 신발의 한 종류로, 발목까지 올라오지 않으며 가죽으로 만들어지는 경우가 많고 이런 신발을 만드는 사람을 '화장'이라고 부른다. 삼국 시대의 한국으로부터 착용되는 것으로 여겨지며 군인의 경우 다른 종류를 신었다.

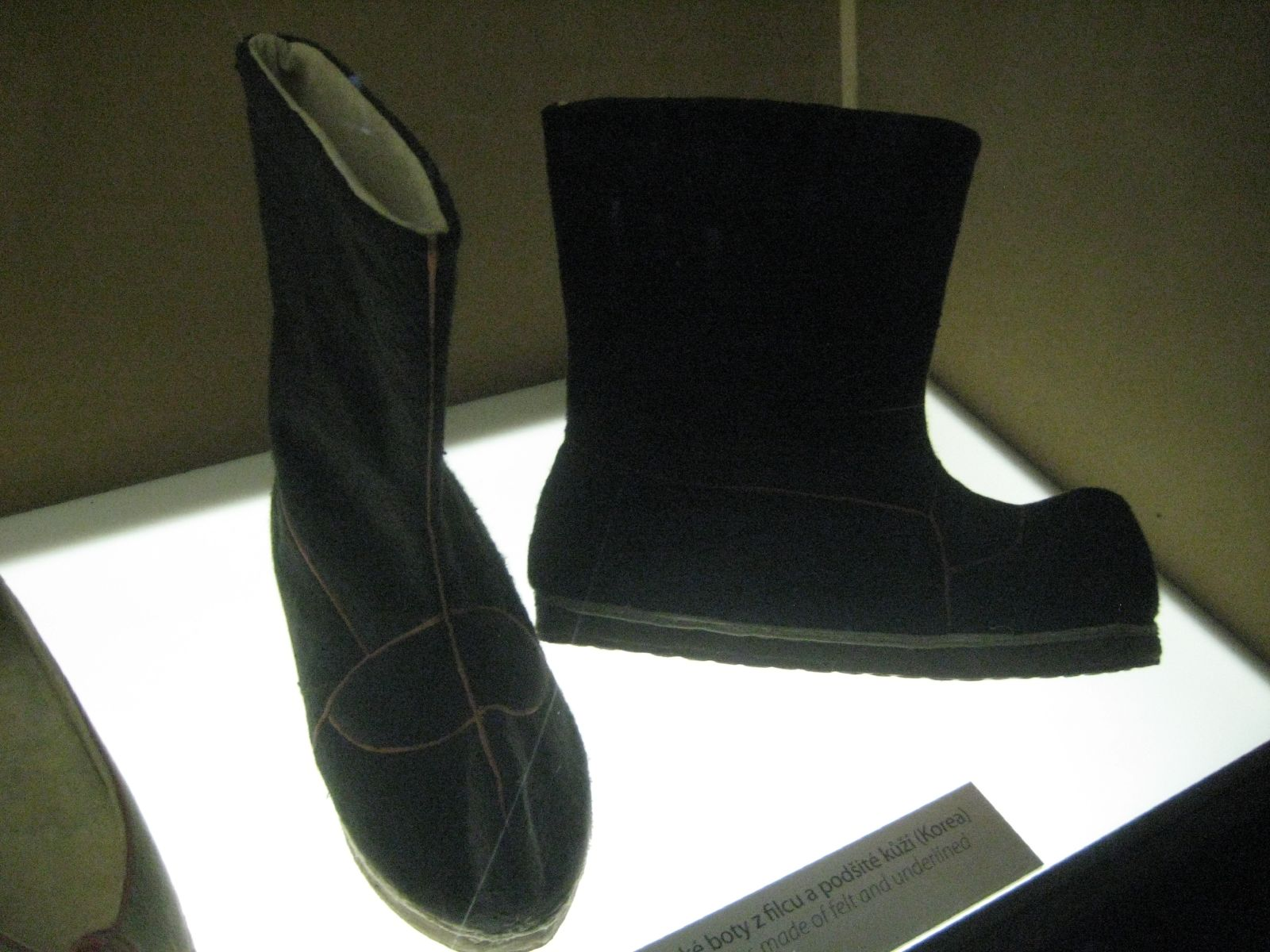